# جهانی‌شدن اقتصاد
جهانی‌شدن اقتصاد (به انگلیسی: Economic globalization) یعنی گرایش به سوی یک اقتصاد جهانی یکپارچه که وابستگی درونی آن بیش از گذشته باشد و شامل دو عنصر جهانی‌شدن بازار و جهانی شدن تولید می‌باشد.
یک مؤسسه صنعتی یا تجاری را هنگامی جهانی می‌نامیم که همه جهان را در قلمرو فعالیت خود می‌داند. دیدگاه مدیرانش تنها به محیط‌های محلی، ملی و منطقه‌ای محدود نمی‌شود، بلکه در گستره جهانی می‌اندیشند، تحلیل می‌کنند، تصمیم می‌گیرند و سیاست گذاری و برنامه‌ریزی می‌نمایند. به بیان دیگر چنین مؤسسه‌ای سراسر گیتی را گستره تاخت و تاز خود می‌داند و برای رویارویی با همه فرصت‌ها و تهدیدهای این محیط بزرگ آماده شده‌است. مدیر و سیاست گذار این مؤسسه در افق دید خود یک بازار بزرگ یعنی بازار جهانی و میلیون‌ها مصرف‌کننده را می‌بیند که حق انتخاب آن‌ها به درون مرزهای سیاسی و جغرافیایی محدود نشده و می‌توانند به هزاران بازار کالا، بازار سرمایه یا خدماتی که از طرف همه مؤسسات تجاری و صنعتی عرضه می‌شود، دسترسی داشته باشند. در عصر جهانی شدن مرزهای سیاسی مانند گذشته تعیین‌کننده نبوده و اقتصاد، تجارت و صنعت در درون این مرزها محدود نمی‌شود؛ بنابراین در چنین فضایی تولیدکننده، مصرف‌کننده، بازاریاب و مدیر همگی باید جهانی بیندیشند.